# Nemili
Nemili é uma panchayat (vila) no distrito de Vellore, no estado indiano de Tamil Nadu.

## Demografia
Segundo o censo de 2001,  Nemili  tinha uma população de 9382 habitantes. Os indivíduos do sexo masculino constituem 51% da população e os do sexo feminino 49%. Nemili tem uma taxa de literacia de 69%, superior à média nacional de 59.5%: a literacia no sexo masculino é de 79% e no sexo feminino é de 60%. Em Nemili, 10% da população está abaixo dos 6 anos de idade.